# Station Zwierzyniec Towarowy LHS
Station Zwierzyniec Towarowy LHS is een spoorwegstation in de Poolse plaats Zwierzyniec.